# Calibrazione del colore

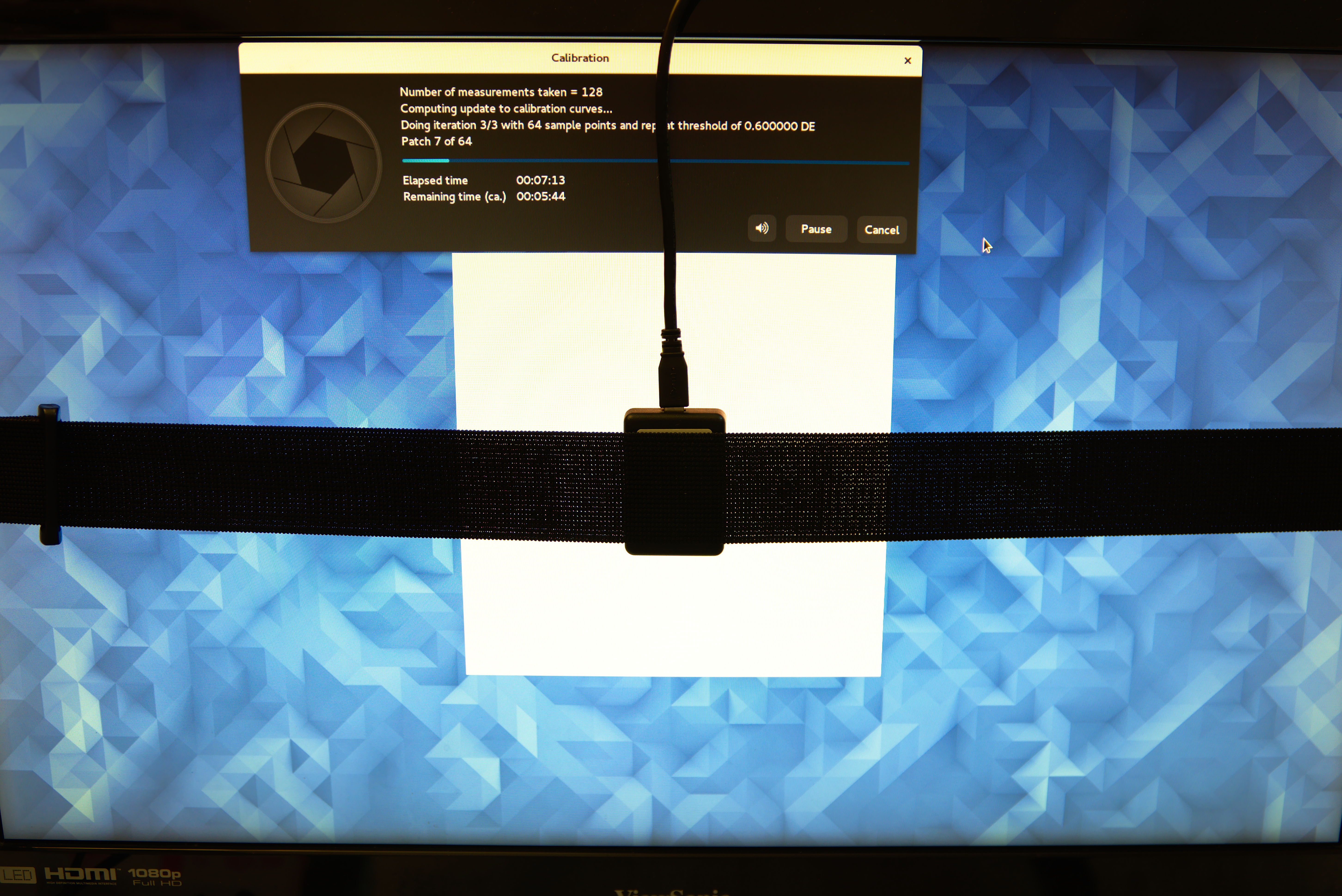
Calibrazione di uno schermo con il ColorHug2, un colorimetro open source.

Nell'elaborazione digitale delle immagini, la calibrazione del colore è il processo con cui si misura e/o si mette a punto la risposta cromatica di un dispositivo di input o di output in modo da ricondurla a uno stato noto.

## Funzionamento
Nei flussi di lavoro basati sul modello dell'International Color Consortium (ICC), la calibrazione è il punto di partenza per la successiva caratterizzazione del dispositivo, e per la creazione di un corrispondente profilo. Al di fuori del modello ICC, per "calibrazione" si intende talvolta l'atto di ricondurre un dispositivo a uno spazio dei colori standard. Il dispositivo che deve essere calibrato viene spesso indicato come "fonte della calibrazione"; lo spazio colore che serve come standard viene chiamato "target della calibrazione". Tutti i dispositivi coinvolti in un processo di gestione del colore devono essere opportunamente calibrati se si vuole che la risposta cromatica sia fedele ed omogenea in tutte le fasi del processo.
La forma più comune di calibrazione è quella usata nella fotografia digitale, e ha lo scopo di ottenere omogeneità cromatica fra dispositivi come fotocamere, scanner, monitor e stampanti. La calibrazione viene generalmente fatta attraverso colorimetri tristimolo (per i dispositivi di output come gli schermi) o spettrofotometri (per dispositivi di input o di output).